# RwS bank
«RwS bank» («РВС банк») — украинский банк, история которого начинается в октябре 1991 года с создания банка АКИБ «Интеллект». Впоследствии банк меняет название на АКБ «Киев-Приват».

## Про банк
«РВС Банк» имеет банковскую лицензию №277, которая позволяет предоставлять полный спектр банковских услуг физическим и юридическим лицам.
Банк является участником Фонда гарантирования вкладов физических лиц.
По состоянию на 1 января 2017 года «RwS bank» являлся одним из крупнейших налогоплательщиков в банковской сфере Украины.
По состоянию на 2025 год в «RwS bank» функционирует 16 отделений. В Киеве - 7 отделений, в регионах банк представлен двумя отделениями во Львове, и по одному в Одессе, Виннице, Днепре, Коростене, Тернополе, Ужгороде и Чорткове.
Главный офис банка находится по адресу: г. Киев, ул. Введенская, 29/58.
Центральное отделение банка находится по адресу: г. Киев, ул. Прорезная, 6.

## История
В 2001 году банк входит во французский финансовый конгломерат «Société Générale», после чего банк получает название АКБ «Сосьете Женераль Украина».
В 2007 году банк меняет владельцев и получает название ЗАО «ТАС-Инвестбанк», в октябре банк уже именуется, как АКБ «ТАС-Коммерцбанк».
В этом же году, в декабре, банк возглавляет новый иностранный инвестор от группы компаний «Swedbank Group». Название банка меняется на ЗАО «Сведбанк Инвест», а в 2009 году меняется форма собственности и название на ПАО «Сведбанк» («Swedbank»).
В 2013 году шведская группа «Swedbank» объявила о решении выйти из рынка финансовых услуг Украины . В этом же году банк покупает украинский инвестор, а название банка меняется на «Омега банк».

В июне 2015 году банк получает нового инвестора и отныне называется «RwS bank».

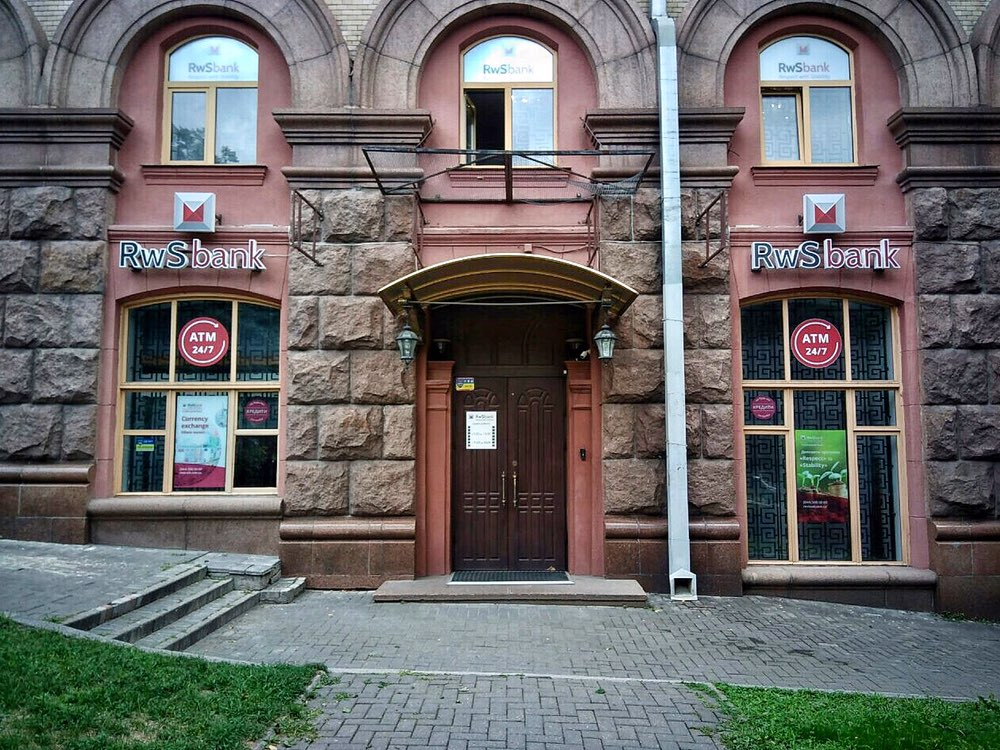
Центральное отделение, г. Киев, ул. Прорезная, 6

## Правление
По состоянию на 2025 год: 
- Мельник Михаил Михайлович — и.о. Главы Правления
- Панасюк Роман Борисович — член Правления, заместитель Председателя Правления
- Васьковская Валентина Петровна — член Правления, заместитель Председателя Правления
- Бурдина Елена Михайловна — член Правления, Главный бухгалтер
- Парасич Вячеслав Леонидович — член Правления, и.о. Главного риск-менеджера
- Видякин Михаил Николаевич — Председатель Наблюдательного совета

- Гаврильчук Ирина Борисовна — Заместитель Председателя Наблюдательного совета
- Яременко Сергей Александрович — член Наблюдательного совета
- Середенко Дмитрий Николаевич — член Наблюдательного совета
- Савчук Павел Владимирович — член Наблюдательного совета

## Рейтинг
Согласно данным рейтингового агентства НРА «Рюрик», «RwS bank» присвоен долгосрочный кредитный рейтинг на уровне uaAAA.
В 2019 году «RwS bank» получил награду «Выбор экспертов - депозит «Коммунальный»».

## Участие в организациях
- Фонд гарантирования вкладов физических лиц[6]
- Независимая ассоциация банков Украины[7]
- Союз украинских предпринимателей
- Ассоциация украинских банков
- ПС «MasterCard»
- ПС «Простор»
- ПС «Портмоне»
- S.W.I.F.T.